# برونو اویا
برونو اویا (لهستانی: Bruno O'Ya؛ ۱۲ فوریهٔ ۱۹۳۳ – ۹ اکتبر ۲۰۰۲) بازیگر، خواننده و نویسنده اهل استونی و لهستان بود.
از فیلم‌ها یا برنامه‌های تلویزیونی که وی در آن نقش داشته‌است، می‌توان به سیل، سربازان آزادی و چکاوک اشاره کرد.
وی همچنین برندهٔ جوایزی همچون جایزه دولتی اتحاد شوروی شده‌است.